# Gaius Servilius Glaucia
Gaius Servilius Glaucia was een Romeins politicus en leider van de populares. Hij wordt in de bronnen voorgesteld als een slecht, zeer geslepen, beginselloos mens. Zijn cognomen Glaucia betekent: "de grijsgroene".
Glaucia stelde als tribunus plebis kort voor 111 v.Chr. de lex Servilia de repetundis voor, dat de procedure bij een crimen repetundarum (afpersing) verscherpte en in een nadere uitwerking van de lex iudiciaria van Gaius Sempronius Gracchus voorzag. Hij bevorderde in 100 v.Chr. als praetor de plannen van Gaius Marius en Lucius Appuleius Saturninus.
Toen Glaucia als kandidaat voor het consulaat in 99 v.Chr. zijn tegenstander, Gaius Memmius, liet vermoorden, verklaarde de senaat Saturninus en Glaucia tot staatsvijanden en droeg Marius op de staat te verdedigen. Marius moest de orde herstellen, hetgeen hij op een kalme manier deed door Saturninus en zijn voornaamste aanhangers op te sluiten in het senaatsgebouw. Daar werden Saturninus en zijn aanhangers door op het dak geklommen aanhangers van de optimates met leistenen doodgegooid. Glaucia, die een huis in was gevlucht, stierf ook een gewelddadige dood.